# Sohatu (gmina)
Sohatu – gmina w Rumunii, w okręgu Călărași. Obejmuje miejscowości Progresu i Sohatu. W 2011 roku liczyła 3240 mieszkańców. 